# Дрейпер, Тим
Тим Дрейпер (англ. Tim Draper) — один из пионеров венчурного бизнеса США, венчурный капиталист в третьем поколении и соучредитель венчурной компании Draper Fisher Jurvetson (DFJ), которая является мировым лидером венчурного инвестирования в технологические компании на начальной и ранней стадиях развития.

## Биография
Тим Дрейпер родился 11 июня 1958 года. Он получил диплом инженера-электрика Стэнфордского Университета, а также диплом магистра бизнес-администрирования Гарвардской школы бизнеса.
Дрейпер начал свою венчурную деятельность с 1985 года, когда он учредил венчурную компанию Draper Fisher Jurvetson. С того времени он является Управляющим директором этой компании. Предприниматель создал сеть дочерних венчурных фондов DFJ, которые находятся в 26 ведущих технологических центрах мира.
Одной из инвестиций Тима Дрейпера является вложение в компанию Skype, которая разработала инновационную технологию телефонной связи через интернет. Эта технология позволяет позвонить кому угодно где угодно в мире по цене на порядок ниже обычной связи.
Тим Дрейпер сделал две успешные венчурные инвестиции в разработчиков из России — Parametric Technology и Coatue. Первая была создана в 1985 году профессором Ленинградского университета Самуилом Гейзбергом, эмигрировавшим в 1974 году в США и работавшим там в области разработки CAD/CAM-систем. На выходе из неё Дрейпер смог получить 175-кратный доход. Вторая компания с центром разработки в Новосибирске была успешно продана AMD.
В «десятых» годах XXI века Тим Дрейпер инвестировал в криптовалюты, в частности стал одним из крупных инвесторов в проект Tezos, который в июле 2017 привлек рекордные на тот момент $232 млн в Bitcoin и Ethereum. С того времени стоимость собранной криптовалюты значительно выросла, но все средства заблокированы в результате внутреннего конфликта в команде проекта. А против создателей Tezos подано несколько судебных исков. Оптимизм Дрейпера в отношении криптовалют эта история не поколебала.
Тим Дрейпер  в 2014 году купил 29 тысяч биткойнов, конфискованных маршалами США на закрытом ФБР онлайн-рынке Silk Road (с англ. — «Шелковый путь», большинство товаров на площадке были нелегальны). Дрейпер заплатил за биткоины $18,7 млн.
В 2014 году потратил более 5 млн долларов на инициирование референдума о разделении Калифорнии на шесть штатов, но из 1,14 млн собранных подписей только 750 тыс. были признаны достоверными, и референдум не состоялся. В 2018 году взялся за организацию нового референдума, о разделении штата на три — Южную Калифорнию, Калифорнию и Северную Калифорнию. По мнению Дрейпера, претворение его идеи в жизнь позволит людям платить меньше налогов, но получить лучшее образование и инфраструктуру.

## Семья
Тим Дрейпер женат и имеет четырёх детей.